# Індепенденс (округ, Арканзас)
Шаблон:StateAbbr_ 35°43′23″ пн. ш. 91°31′14″ зх. д. / 35.723055555556° пн. ш. 91.520555555556° зх. д.
Округ Індепенденс (англ. Independence County) — округ (графство) у штаті Арканзас. Ідентифікатор округу 05063.

## Історія
Округ утворений 1820 року.

## Демографія
За даними перепису
2000 року
загальне населення округу становило 34233 осіб, зокрема міського населення було 10578, а сільського — 23655.
Серед мешканців округу чоловіків було 16794, а жінок — 17439. В окрузі було 13467 домогосподарств, 9670 родин, які мешкали в 14841 будинках.
Середній розмір родини становив 2,95.
Віковий розподіл населення поданий у таблиці:
| Стать    | До 15 років | 15-21 | 22-29 | 30-39 | 40-49 | 50-65 | 65-85 | Понад 85 |
| -------- | ----------- | ----- | ----- | ----- | ----- | ----- | ----- | -------- |
| Чоловіки | 3485        | 1925  | 1622  | 2321  | 2588  | 2805  | 1869  | 179      |
| Жінки    | 3312        | 1647  | 1606  | 2394  | 2578  | 2993  | 2446  | 463      |

## Суміжні округи
- Шарп — північ
- Лоуренс — північний схід
- Джексон — схід
- Вайт — південь
- Клеберн — південний захід
- Стоун — захід
- Ізард — північний захід

## Виноски
1. ↑  U.S. Decennial Census. United States Census Bureau. Архів оригіналу за 26 квітня 2015. Процитовано 26 серпня 2015.
2. ↑  Historical Census Browser. University of Virginia Library. Архів оригіналу за 11 серпня 2012. Процитовано 26 серпня 2015.
3. ↑  Forstall, Richard L., ред. (27 березня 1995). Population of Counties by Decennial Census: 1900 to 1990. United States Census Bureau. Архів оригіналу за 24 вересня 2015. Процитовано 26 серпня 2015.
4. ↑  Census 2000 PHC-T-4. Ranking Tables for Counties: 1990 and 2000 (PDF). United States Census Bureau. 2 квітня 2001. Архів оригіналу (PDF) за 18 грудня 2014. Процитовано 26 серпня 2015.
5. ↑  State & County QuickFacts. United States Census Bureau. Архів оригіналу за 7 червня 2011. Процитовано 21 травня 2014. [Архівовано 2011-06-07 у Wayback Machine.](англ.) Наведено за англійською вікіпедією.
6. ↑  American FactFinder. Бюро перепису населення США. Архів оригіналу за 26 лютого 2012. Процитовано 31 січня 2008. [Архівовано 2008-05-21 у Wayback Machine.]

| США | Це незавершена стаття з географії США. Ви можете допомогти проєкту, виправивши або дописавши її. |